# سنقر بال‌دراز
سنقر بال‌دراز (نام علمی: Circus buffoni) یک گونه پرنده شکاری رایج بومی در آمریکای جنوبی است. آنها اعضای تیرهٔ بازان (Accipitridae)، زیرسردهٔ سنقرها (Circus) هستند که دیگر گونه‌های سنقر را دربر می‌گیرد. دامنه آن بیشتر آمریکای جنوبی، در مراتع و تالاب در سراسر این قاره را در بر می‌گیرد. سنقر بال‌دراز یک پرنده گوشتخوار است و از جانوران مختلفی که در زیستگاهش یافت می‌شود تغذیه می‌کند. مانند جغدها و دیگر گونه‌های سنقر، سنقر بال‌دراز دارای دیسک صورت متمایز است که برای مثلث‌سازی شنوایی پرنده در هنگام شکار استفاده می‌شود.
سنقر بال‌دراز در تمام طول سال بیشتر شرق آمریکای جنوبی، از جمله شرق آرژانتین، اروگوئه، برزیل و پاراگوئه را در بر می‌گیرد و تا کلمبیا، ونزوئلا، و نوک شمالی گویان، سورینام و گویان فرانسه گسترش می‌یابد. این گونه همچنین گاهی در نواحی موجود مانند بولیوی، پرو، شیلی، ترینیداد و توباگو و تا تیرا دل فوئگو در جنوب آرژانتین ثبت شده است. تا پاناما و جزایر فالکلند سرگردان است.